# Judit Martín Dulcet
Judit Martín Dulcet (Hospitalet de Llobregat, 9 de diciembre de 1976) es una actriz cómica y payasa española. Se ha hecho popular por programas de radio como Versió RAC1 y de televisión como Polònia, y Està passant de TV3 o el Programa inesperat, de RTVE Cataluña. Además, ha trabajado en improvisación teatral.

## Trayectoria
Estudió Bellas artes en la Universidad de Barcelona. Viajó a Boston para formarse en improvisación, payaso y bufón, creación y dramaturgia y en el Colegio de Arte y Diseño de Massachusetts.
Formó parte de la Compañía de Match de Barcelona, la primera de improvisación de Barcelona en 1999. Fue una de las fundadoras, en 2001, de Planeta Impro que abandonó en 2014, para crear con otros artistas la Compañía Impro Barcelona ese mismo año. 
Como payasa formó parte, durante 12 años, de Pallapupas, un colectivo español de payasos de hospital; y, realizó giras con la compañía franco-argentina Théâtre Organic.
En 2004 creó con Emma Bassas la Compañía Dejabugo, desarrollando su trabajo en escenarios catalanes, sobre todo en el ámbito de la improvisación teatral.
Martín ha intervenido en radio y televisión. Desde 2015 forma parte de Versió RAC1, de RAC1, con los personajes de Vane y Nunú. Desde 2016, trabaja con la productora Minoría Absoluta, en programas de TV3 como Crackòvia o Polònia, donde ha imitado a Irene Montero, Cristina Cifuentes, Ana Botín, entre otras. Sus interpretaciones de Marta Pascal, Eulàlia Reguant y Gabriela Serra también han tenido éxito. De 2017 a 2019 fue una de las cómicas de Programa inesperat, en La 2. Desde octubre de 2021 participa en el programa Està passant en la sección La entrevista improvisada.
También ha trabajado con la productora El Terrat, para los programas de televisión El programa de Berto (2009) de La Sexta, y en la serie de Movistar+, Mira lo que has hecho (2020). También ha trabajado para otras series como Doctor Portuondo (2021) de Filmin, Un nuevo amanecer (2024) de Atresplayer y Fuet.

###### Radio
| AÑO         | SECCIÓN                 | PROGRAMA            | CADENA         |
| ----------- | ----------------------- | ------------------- | -------------- |
| 2006 - 2008 |                         | ¿APM?               | Cataluña Radio |
| 2008 - 2011 | La rabiosa actualidad   | Julia en la onda    | Onda Cero      |
| 2013 - 2014 | Radioteatro improvisado | Tot és comèdia      | SER Cataluña   |
| 2014        | Programación de verano  | 8 dies a la setmana | Cataluña Radio |
| 2014        |                         | Versió RAC1 verano  | RAC1           |
| 2015 -      |                         | Versió RAC1         | RAC1           |
| 2017        | Imitaciones             | Despiértame Juanma  | Melodía FM     |
| 2021-       |                         | El nou paradigma    | Podcast        |

## Reconocimientos
- 2007: Premi Foc a Eescena a la Compañía Dejabugo.
- 2011: Premio Scena Simulacro del jurado a la Compañía Dejabugo.
- 2018: Premio Gato Perich en la categoría de intérprete.[12][13]
- 2022: DRACPremi en la categoría Tots som 1, que se elige per votación popular.
- 2023: Premi La Llama al millor podcast de humor por El nou paradigma con Natza Farré.